# Oligacanthorhynchus hamatus
Oligacanthorhynchus hamatus är en hakmaskart som först beskrevs av Otto Friedrich Bernhard von Linstow 1897.  Oligacanthorhynchus hamatus ingår i släktet Oligacanthorhynchus och familjen Oligacanthorhynchidae. Inga underarter finns listade i Catalogue of Life.